# Psychotria ulei
Psychotria ulei är en måreväxtart som beskrevs av Paul Carpenter Standley. Psychotria ulei ingår i släktet Psychotria och familjen måreväxter. Inga underarter finns listade i Catalogue of Life.